# Gustaaf Schamelhout
Gustaaf Ferdinand Lodewijk Schamelhout (Brussel, 25 maart 1869 - Antwerpen, 21 januari 1944) was een dokter in onderzoek naar tuberculose, letterkundige en antropoloog-etnoloog.

## Leven
Gustaaf Schamelhout werd geboren als zoon van Ludovicus 'Schammelhout' en Wilhelmina Blyckaerts op 25 maart 1869. Hij studeerde aan het Sint-Aloysiuscollege te Brussel en vervolgens aan de Vrije Universiteit Brussel. In 1894 promoveerde hij tot doctor in de geneeskunde voor de Centrale examencommissie, na een specialisatieverblijf in zowel Duitsland als Engeland vestigde Schamelhout zich in Antwerpen hoofdzakelijk als ftisioloog of onderzoeker naar Tuberculose. Naast zijn privé-praktijk werkte hij ook in het Stuivenberggasthuis, de poliklinische Centraal Kliniek en aan het antituberculeus dispensariam Van den Nest waar hij aan verbonden blijf tot het einde van de Eerste Wereldoorlog. Voor zijn grote wetenschappelijke verdiensten werd hij in 1938 door Leopold III benoemd tot stichtend lid van de Koninklijke Vlaamse Academie voor Geneeskunde van België en de stichter van de eerste wetenschappelijke prijs die deze academie uitreikte. Schamelhout genoot een bijna uitsluitende opvoeding in het Frans en leerde pas tijdens zijn jaren in het humaniora Nederlands. Tijdens zijn universiteitsjaren was hij zeer actief in de Vlaamse studentenbeweging: naast lid te zijn van Geen Taal Geen Vrijheid, stichtte hij De Vlaamse Wacht, was hij lid van de Vlaamsche Volkspartij en bezocht hij hun manifestaties. In letterkundig genootschap De Distel ontmoette hij de toekomstige stichters van Van Nu en Straks, waar hij werkte als secretaris en het financieel beheer deed tot het einde van het tijdschrift in 1902. Schamelhout zette zich ook sterk in voor sociale en culturele hervormingen zoals in De Kapel in Antwerpen. Hij won aanzien op geneeskundig gebied door zijn bijdragen in de tuberculosebestrijding en zijn historische artikelen over grote figuren uit de geneeskunde. Schamelhout was medeoprichter van de Vereniging voor Wetenschap, werkend lid van het Vlaamsch Fonds voor Wetenschap en de Vlaamse Wetenschappelijke Stichting. Door tijdens de Eerste Wereldoorlog een manifest te ondertekenen voor de vernederlanding van de Universiteit Gent werd hij uit het antituberculeus dispensarium gezet. Vanaf 1918 focuste hij zijn studies meer op antropologie en etnologie.

## Werken
Een aantal van zijn werken zijn:
- Anthropologie van het Nederlandsche volk, 1944
- Beschouwingen over het bevolkingsvraagstuk: leemten in de Belgische statistiek, 1941
- Ethnische vraagstukken en verzamelde toespraken, 1939
- Een geval van vreemd lichaam in de luchtwegen, 1907
- De grondslagen van het Iersch nationalisme en het streven naar onafhankelijkheid, 1934
- Herkomst en ethnische samenstelling van het Vlaamsche volk, 1936
- L'hospitalisation des phtisiques nécessiteux et la prophylaxie de la tuberculose aux Iles britanniques, 1899
- Huid- en oogproeven bij tuberculose, 1908
- Het Indo-germaansch of Indo-Europeesch vraagstuk: Noordschen en Ariërs, 1935
- Johannes Baptista van Helmont: medicus hermeticus, philosophus per ignem, 12 januari 1579 - 30 december 1644, 1944
- De natuurwetenschappen en de geneeskunde, 1931
- Over de spelling van vreemde aardrijkskundige namen in Vlaanderen, 1937
- Petrus Camper (1722-1789): zijn verdiensten als geneeskundige, natuuronderzoeker en anthropoloog, 1943
- De Polen en de wereldoorlog, 1925
- School en longtuberculose, 1900
- De strijd der Cataloniërs om hun zelfstandigheid: voordracht gehouden op de sluitingszitting van de Volksuniversiteit "Herman van den Reeck" op 23 maart 1932, 1932
- De Tsjechen en de wereldoorlog, 1924
- Vlaamsche geneeskundige literatuur vóór de 19e eeuw, 1898
- De volkeren van Europa en de strijd der nationaliteiten, 1929 - 1932